# کونتروپ
کونتروپ (به آلمانی: Küntrop) یک منطقهٔ مسکونی در آلمان است که در نوینراده واقع شده‌است. کونتروپ ۱٬۴۹۸ نفر جمعیت دارد.